# Santa Cruz, Catamarca
Santa Cruz är en ort i Argentina.   Den ligger i provinsen Catamarca, i den norra delen av landet, 1 000 km nordväst om huvudstaden Buenos Aires. Santa Cruz ligger 564 meter över havet och antalet invånare är 131.
Terrängen runt Santa Cruz är varierad. Runt Santa Cruz är det ganska glesbefolkat, med 45 invånare per kvadratkilometer.. Närmaste större samhälle är San Fernando del Valle de Catamarca, 12,0 km väster om Santa Cruz.
Omgivningarna runt Santa Cruz är i huvudsak ett öppet busklandskap.